# غوبدين (داغستان)
غوبدين (بالروسية: Губден) هي مدينة في جمهورية داغستان في روسيا. ويبلغ عدد سكانها حوالي 7792 نسمة.